# ریپاور
ریپاور (انگلیسی: Repower) شرکت توزیع برق و گاز سوئیسی است، که در سال ۱۹۰۴ تأسیس شد.